# Landkreis Amberg-Sulzbach
Der Landkreis Amberg-Sulzbach liegt im Westen des bayerischen Regierungsbezirks Oberpfalz. Die kreisfreie Stadt Amberg ist ganz vom Landkreis Amberg-Sulzbach umgeben. Die verwaltende Kreisbehörde ist das Landratsamt Amberg-Sulzbach. Der Landkreis ist Mitglied der Metropolregion Nürnberg.

## Geografie

### Lage
Das westliche Kreisgebiet bis etwa Auerbach, Sulzbach-Rosenberg, Amberg und Schmidmühlen wird durch den Oberpfälzer Jura bestimmt. Nordöstlich davon liegen Poppenricht, Hahnbach, Hirschau, Schnaittenbach, Vilseck und Freihung im Oberpfälzischen Hügelland. Dort bildet die Grenze zum Truppenübungsplatz Grafenwöhr die nördliche Grenze des Landkreises. Um die Gemeinde Freudenberg im Osten erheben sich die westlichsten Ausläufer des Naabgebirges als Teil der Böhmischen Masse.
Da die Europäische Hauptwasserscheide den Landkreis von Südwest nach Norden durchquert, entwässern Högen- und Hirschbach den westlichen Albrand in die Pegnitz. Das restliche Kreisgebiet gehört zum Einzugsgebiet der Naab. Die Vils entspringt bei Freihung, wendet sich zunächst etwas nach Norden, dann nach Westen und fließt dann nach Süden. Sie teilt dabei das Kreisgebiet in etwa zwei gleich große Teile. Vom östlichen Albtrauf nimmt sie bei Altmannshof den Rosenbach und bei Schmidmühlen die Lauterach auf. Bei Emhof verlässt der Fluss schließlich den Landkreis. Nach dem Truppenübungsplatz Hohenfels mündet der Forellenbach in die Vils, bevor sie bei Kallmünz die Naab erreicht. Direkt in die Naab fließen der Ehenbach und der Fensterbach.

### Nachbarkreise
Der Landkreis grenzt im Uhrzeigersinn im Nordwesten beginnend an die Landkreise Bayreuth, Neustadt an der Waldnaab, Schwandorf, Neumarkt in der Oberpfalz und Nürnberger Land.

## Geschichte

### Landgerichte
Das Gebiet um Amberg gehört schon seit dem 14. Jahrhundert zu Bayern bzw. zu den wittelsbachischen Linien Pfalz-Neuburg und Pfalz-Sulzbach. Im Jahre 1803 wurden auf dem Gebiet des heutigen Landkreises Amberg-Sulzbach die Landgerichte Amberg und Sulzbach errichtet. Sie gehörten ab 1808 zum Regenkreis (Hauptstadt Straubing, ab 1810 Regensburg). 1809 wurde Amberg eine kreisunmittelbare Stadt. 1838 wurde zusätzlich das Landgericht Vilseck gebildet. Alle drei Landgerichte gehörten dann zum Kreis Oberpfalz und Regensburg.

### Bezirksämter
Im Jahr 1862 wurden aus den Landgerichten Amberg und Vilseck das Bezirksamt Amberg und aus dem Landgericht Sulzbach das gleichnamige Bezirksamt gebildet.
Am 1. Januar 1911 wurde die Gemeinde Alfeld des Bezirksamtes Sulzbach ins Bezirksamt Hersbruck umgegliedert.
Am 1. Juli 1927 wurde das Bezirksamt Amberg um Gemeinden des Bezirksamtes Burglengenfeld vergrößert. Zum 1. April 1932 wurden die Kreise Niederbayern und Oberpfalz und Regensburg im Rahmen eines Programms zur Staatsvereinfachung zum Kreis Niederbayern und Oberpfalz mit dem Sitz der Regierung in Regensburg zusammengelegt. Das Bezirksamt Amberg zählte nun zum Kreis Niederbayern und Oberpfalz.
Am 1. Juli 1934 wurde die Stadt Sulzbach mit der Nachbargemeinde Rosenberg zusammengelegt und führte nunmehr einen Doppelnamen. Als dessen Folge wurde auch das Bezirksamt umbenannt und hieß fortan Bezirksamt Sulzbach-Rosenberg.

### Landkreise
Am 1. Januar 1939 wurde wie überall im Deutschen Reich die Bezeichnung Landkreis eingeführt. So wurden aus den Bezirksämtern die Landkreise Amberg und Sulzbach-Rosenberg, die Kreise wurden in Regierungsbezirke umbenannt.
Gemäß Art. 185 der Bayerischen Verfassung von 1946 (BV) wurden die Regierungsbezirke (Kreise) zum 1. April 1948 in ihrer bis 1932 bestehenden Form wiederhergestellt. Der Landkreis Amberg zählte nun zum Regierungsbezirk Oberpfalz.
Am 1. Januar 1963 wechselten die Gemeinden Adertshausen und Hohenburg aus dem Landkreis Parsberg in den Landkreis Amberg.

### Landkreis Amberg-Sulzbach
Bei der Gebietsreform in Bayern wurden am 1. Juli 1972 aus den folgenden Bestandteilen ein neuer Landkreis Amberg gebildet:
- Alle Gemeinden des alten Landkreises Amberg mit Ausnahme der Gemeinden Ammersricht, Gailoh, Karmensölden und Raigering, die in die kreisfreie Stadt Amberg eingegliedert wurden
- Alle Gemeinden des aufgelösten Landkreises Sulzbach-Rosenberg
- Der Markt Schmidmühlen aus dem aufgelösten Landkreis Burglengenfeld
- Die Stadt Auerbach sowie die Gemeinden Degelsdorf, Gunzendorf, Michelfeld, Nasnitz, Nitzlbuch, Ranna und Ranzenthal aus dem aufgelösten Landkreis Eschenbach in der Oberpfalz
- Die Gemeinde Kemnath am Buchberg aus dem aufgelösten Landkreis Nabburg
- Der Markt Kastl sowie die Gemeinden Allersburg, Hausen, Pfaffenhofen, Ransbach, Thonhausen, Utzenhofen, Winkl und Wolfsfeld aus dem Landkreis Neumarkt in der Oberpfalz
- Die Gemeinde Holzhammer aus dem Landkreis Neustadt an der Waldnaab

Am 1. Mai 1973 erhielt der neue Landkreis, dessen Sitz die kreisfreie Stadt Amberg wurde, seinen heutigen Namen „Landkreis Amberg-Sulzbach“. Das Landratsamt ist im ehemaligen kurfürstlichen Schloss in Amberg untergebracht.

### Einwohnerentwicklung
| Jahr      | 1840   | 1900   | 1939   | 1950   | 1961   | 1970   | 1987   | 1991    | 1995    | 2000    | 2005    | 2010    | 2015    | 2017    |
| Einwohner | 48.391 | 54.489 | 65.977 | 91.111 | 89.767 | 95.118 | 94.617 | 101.140 | 105.596 | 108.899 | 108.159 | 105.180 | 103.568 | 102.836 |

Einwohnerentwicklung des Landkreises Amberg-Sulzbach von 1840 bis 2017 nach nebenstehender Tabelle

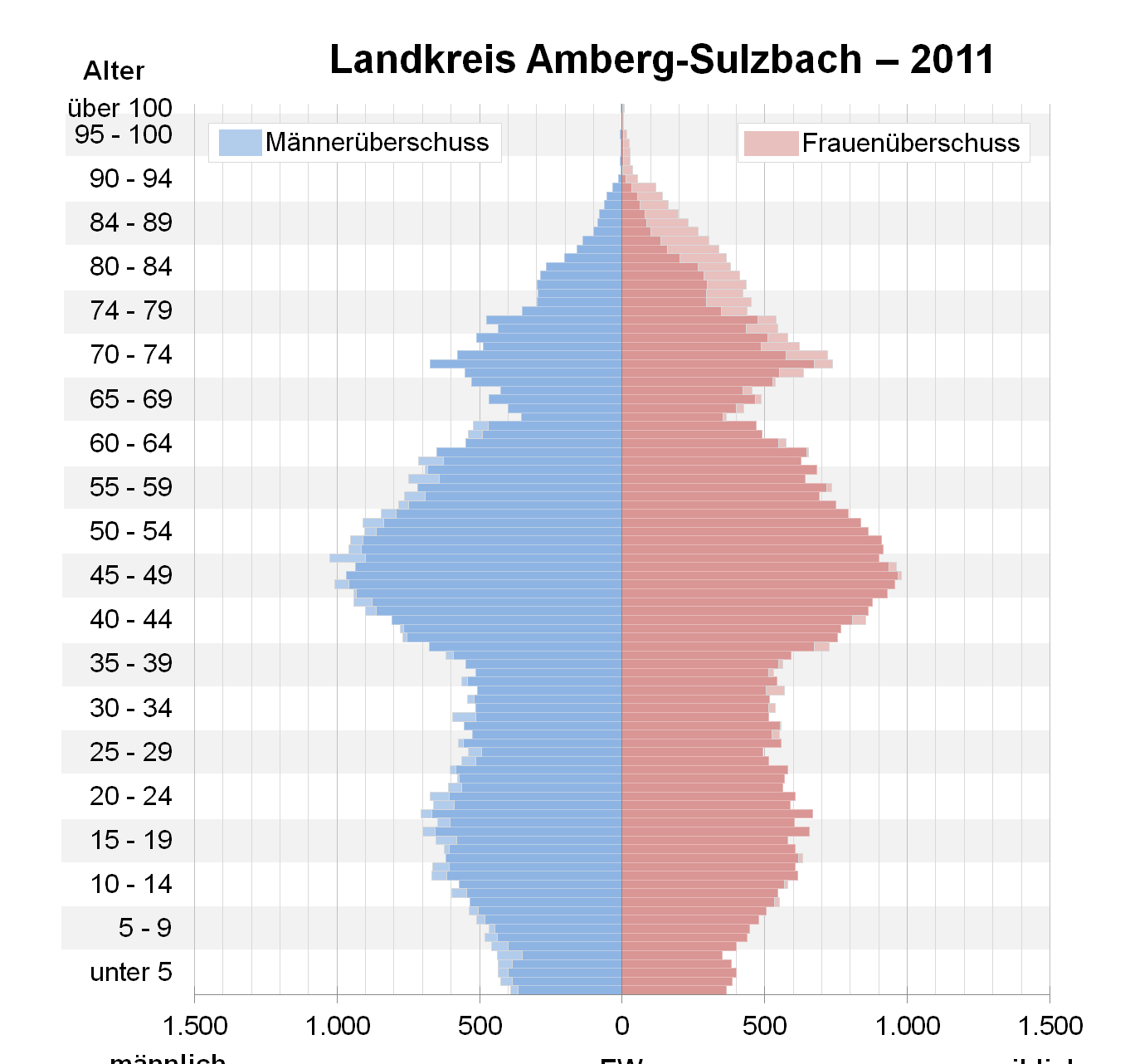
Bevölkerungspyramide für den Kreis Amberg-Sulzbach (Datenquelle: Zensus 2011.)

Von 1988 bis 2008 wuchs der Landkreis Amberg-Sulzbach um knapp 11.000 Einwohner bzw. um rund 11 %. Seit 2002 ist die Tendenz nach einem Höchststand von rd. 109.000 Einwohnern rückläufig.
Zwischen 1988 und 2018 wuchs der Landkreis von 95.398 auf 103.109 um 7.711 Einwohner bzw. um 8,1 %.
Die nachfolgenden Zahlen beziehen sich auf den Gebietsstand vom 25. Mai 1987.

## Politik

### Kreistag
Die Kreistagswahlen 2020 führten zu folgendem Ergebnis:
| Kreistagswahl 2020Wahlbeteiligung: 65,6 % (-0,3 %) %403020100 39,116,716,19,47,15,25,11,4 CSUFWSPDGrüneJUFDP/FWÖDPLinkeGewinne und Verlusteim Vergleich zu 2014 %p 8 6 4 2 0 −2 −4 −6 −8−4,7+2,5−7,6+2,9+7,1−0,3−1,1+1,4CSUFWSPDGrüneJUFDP/FWÖDPLinke | Sitzverteilung im Kreistag Amberg-Sulzbach seit 2020Insgesamt 60 Sitze - Linke: 1 - SPD: 10 - Grüne: 6 - ÖDP: 3 - FW: 10 - FDP: 3 - CSU: 23 - JU: 4 |

| Parteien und Wählergemeinschaften | Parteien und Wählergemeinschaften   | 2020   | 2020   | 2014   | 2014   | 2008   | 2008   | 2002   | 2002   | 1996   | 1996   |
| Parteien und Wählergemeinschaften | Parteien und Wählergemeinschaften   | %      | Sitze  | %      | Sitze  | %      | Sitze  | %      | Sitze  | %      | Sitze  |
| --------------------------------- | ----------------------------------- | ------ | ------ | ------ | ------ | ------ | ------ | ------ | ------ | ------ | ------ |
| CSU                               | Christlich-Soziale Union in Bayern  | 39,1   | 23     | 43,8   | 26     | 41,6   | 26     | 43,7   | 28     | 43,7   | 27     |
| FW                                | Freie Wähler Bayern                 | 16,7   | 10     | 14,3   | 09     | 17,0   | 10     | 13,4   | 08     | 9,9    | 06     |
| SPD                               | SPD Bayern                          | 16,1   | 10     | 23,7   | 14     | 25,5   | 15     | 30,8   | 19     | 31,1   | 19     |
| Grüne                             | Grüne Bayern                        | 9,4    | 06     | 6,5    | 04     | 4,6    | 03     | 0–     | 0–     | 0–     | 0–     |
| JU                                | Junge Union                         | 7,1    | 04     | 0–     | 0–     | 0–     | 0–     | 0–     | 0–     | 0–     | 0–     |
| FDP/FWS                           | FDP Bayern/Freie Wählerschaft       | 5,2    | 03     | 5,5    | 03     | 6,2    | 03     | 6,2    | 03     | 5,7    | 03     |
| ÖDP                               | Ökologisch–Demokratische Partei     | 5,1    | 03     | 6,2    | 04     | 5,1    | 03     | 3,0    | 01     | 3,1    | 01     |
| Linke                             | Die Linke Bayern                    | 1,4    | 01     | 0–     | 0–     | 0–     | 0–     | 0–     | 0–     | 0–     | 0–     |
| Grüne/UK                          | Grüne Bayern/Unabhängige Kandidaten | 0–     | 0–     | 0–     | 0–     | 0–     | 0–     | 2,8    | 01     | 6,5    | 04     |
| gesamt                            | gesamt                              | 100,1  | 60     | 100,0  | 60     | 100,0  | 60     | 99,9   | 60     | 100,0  | 60     |
| Wahlbeteiligung                   | Wahlbeteiligung                     | 65,6 % | 65,6 % | 65,9 % | 65,9 % | 68,6 % | 68,6 % | 73,0 % | 73,0 % | 75,3 % | 75,3 % |

### Landräte
- 1. Juli 1972 bis 30. April 1978: Hans Raß (CSU)
- 1. Mai 1978 bis 30. April 2002: Hans Wagner aus Amberg (CSU)
- 1. Mai 2002 bis 30. April 2008: Armin Nentwig aus Amberg (SPD)
- seit 1. Mai 2008: Richard Reisinger aus Sulzbach-Rosenberg (CSU)

### Wappen
| Wappen des Landkreises Amberg-Sulzbach | Blasonierung: „Durch eine eingeschweifte, gesenkte goldene Spitze, darin schräg gekreuzt ein schwarzer Schlägel und ein schwarzer Hammer, gespalten von Schwarz und Rot; vorne ein linksgewendeter, rot gekrönter und rot bewehrter goldener Löwe, hinten drei, zwei zu eins gestellte, silberne Lilien.“ |
| Wappen des Landkreises Amberg-Sulzbach | Wappenbegründung: Der goldene Löwe ist der Pfälzer Löwe aus dem Amberger Wappen, die drei silbernen Lilien in Rot entstammen dem Wappen von Sulzbach-Rosenberg, das Bergmannssymbol weist auf den Eisenerzabbau und auch auf das entfallene Wappen der ehemaligen Gemeinde Rosenberg hin.                 |

### Landkreispartnerschaften
- Argyll and Bute, Vereinigtes Königreich; seit 1967
- Maintenon, Frankreich; seit 1967

## Wirtschaft und Infrastruktur
Im Zukunftsatlas 2016 belegte der Landkreis Amberg-Sulzbach Platz 218 von 402 Landkreisen, Kommunalverbänden und kreisfreien Städten in Deutschland und zählt damit zu den Regionen mit „ausgeglichenem Chancen-Risiko Mix“ für die Zukunft.

### Verkehr

#### Eisenbahn
Die AG der Bayerischen Ostbahnen erbaute schon 1859 ihre erste Verbindung von Nürnberg über Schwandorf nach Regensburg durch das oberpfälzische Industrierevier um Amberg und Sulzbach-Rosenberg. Erst 1875 kam die Zweigbahn Neukirchen–Vilseck–Weiden hinzu.
Die bald darauf – 1877 – von den Bayerischen Staatseisenbahnen eröffnete Hauptbahn Nürnberg–Bayreuth streifte nur den äußersten Ausläufer des Kreises im Westen bei Michelfeld. Von ihr zweigte seit 1903 in Ranna eine Stichbahn zu der Bergstadt Auerbach ab.
Die Kreisstadt Amberg wurde Ausgangspunkt von drei Lokalbahnen in die Umgebung, die nicht bis zu einer benachbarten Hauptbahn weitergeführt worden sind:
1898 nach Schnaittenbach über Hirschau,
1903 nach Lauterhofen über Kastl,
1910 nach Schmidmühlen über Ensdorf.
Das von Personenzügen befahrene Netz umfasste nun 154 km Strecken und verringerte sich in den Jahren durch die Stilllegung aller Lokalbahnen auf 80 km. Allerdings spielt die Strecke Amberg–Schnaittenbach im Güterverkehr der Kaolinwerke noch eine große Rolle. Die stillgelegten Verbindungen im Einzelnen:
1962: (Amberg–)Drahthammer–Kastl–Lauterhofen, 24 km
1966: Amberg–Drahthammer–Ensdorf–Schmidmühlen, 21 km
1970: Ranna–Auerbach, sieben Kilometer
1976: Amberg–Hirschau–Schnaittenbach, 22 km
Haltestellen im schienengebundenen Personennahverkehr sind die Bahnhöfe in Neukirchen bei Sulzbach-Rosenberg, Sulzbach-Rosenberg, und Amberg auf der Strecke Nürnberg-Schwandorf sowie Neukirchen bei Sulzbach-Rosenberg, Vilseck, Freihung und Thansüß auf der Strecke Nürnberg-Weiden. Die gesamte Region ist Mitglied im Verkehrsverbund Großraum Nürnberg, die Haltestelle Amberg außerdem an den Regensburger Verkehrsverbund angebunden.

#### Straße
Die Region Amberg-Sulzbach durchzieht die Bundesautobahn A6 als Abschnitt der Magistrale von Paris nach Prag. Deren letzter, bis dahin unvollendeter, Abschnitt zwischen der Anschlussstelle Amberg-Ost und dem Autobahnkreuz Oberpfälzer Wald wurde im September 2008 fertiggestellt und setzt damit die wirtschaftliche und verkehrstechnische Entwicklung fort, die Kaiser Karl IV. bereits im 13. Jahrhundert mit der „Goldenen Straße“ begonnen hatte. Von überregionaler Bedeutung sind darüber hinaus die Bundesstraßen B14, B85, B299 und B470, die sich in der Region Amberg-Sulzbach jeweils kreuzen.

## Gemeinden
(Einwohnerzahlen vom 31. Dezember 2024)
| Städte 1. Auerbach i.d.OPf. (8846) 2. Hirschau (5726) 3. Schnaittenbach (4304) 4. Sulzbach-Rosenberg (19.379) 5. Vilseck (6382) Märkte 1. Freihung (2545) 2. Hahnbach (4987) 3. Hohenburg (1805) 4. Kastl (2550) 5. Königstein (1723) 6. Rieden (2640) 7. Schmidmühlen (2322) Verwaltungsgemeinschaften 1. Hahnbach (Markt Hahnbach und Gemeinde Gebenbach) 2. Illschwang (Gemeinden Birgland und Illschwang) 3. Königstein (Markt Königstein und Gemeinde Hirschbach) 4. Neukirchen b.Sulzbach-Rosenberg (Gemeinden Etzelwang, Neukirchen b.Sulzbach-Rosenberg und Weigendorf) | Weitere Gemeinden 1. Ammerthal (2051) 2. Birgland (1828) 3. Ebermannsdorf (2404) 4. Edelsfeld (1972) 5. Ensdorf (2160) 6. Etzelwang (1387) 7. Freudenberg (4064) 8. Gebenbach (852) 9. Hirschbach (1184) 10. Illschwang (2114) 11. Kümmersbruck (9830) 12. Neukirchen b.Sulzbach-Rosenberg (2514) 13. Poppenricht (3360) 14. Ursensollen (3809) 15. Weigendorf (1244) Gemeindefreies Gebiet (Fläche in km², Gebiet unbewohnt) 1. Eichen (2,78) |

## Kultur
Im Landkreis Amberg-Sulzbach gibt es rund 120 Kirwan. Bayernweit dürfte das einmalig sein. Seit 2019 hatte sich der Landkreis darum bemüht, dass die lebendige Kirwa-Tradition im Amberg-Sulzbacher Land von der UNESCO gewürdigt wird. Am 31. Januar 2023 beschloss das Bayerische Kabinett, dass die Kirwa im Amberg-Sulzbacher Land in das Landesverzeichnis des Immateriellen Kulturerbes aufgenommen wird.  

## Sehenswürdigkeiten
- Asphaltkapelle Etsdorf[12]
- Burg Heimhof
- Burg Sulzbach
- Burgruine Ebermannsdorf
- Schloss Ebermannsdorf
- Schloss Neidstein
- Monte Kaolino in Hirschau
- Bergbau- und Industriemuseum Ostbayern in Theuern (Kultur-Schloss Theuern)
- Literaturarchiv Sulzbach-Rosenberg, Literaturhaus Oberpfalz
- Liste von Pfarrhäusern im Landkreis Amberg-Sulzbach

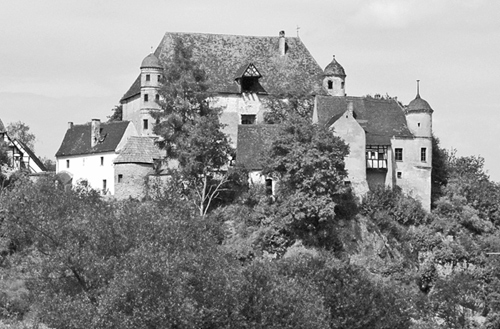
Burg Heimhof
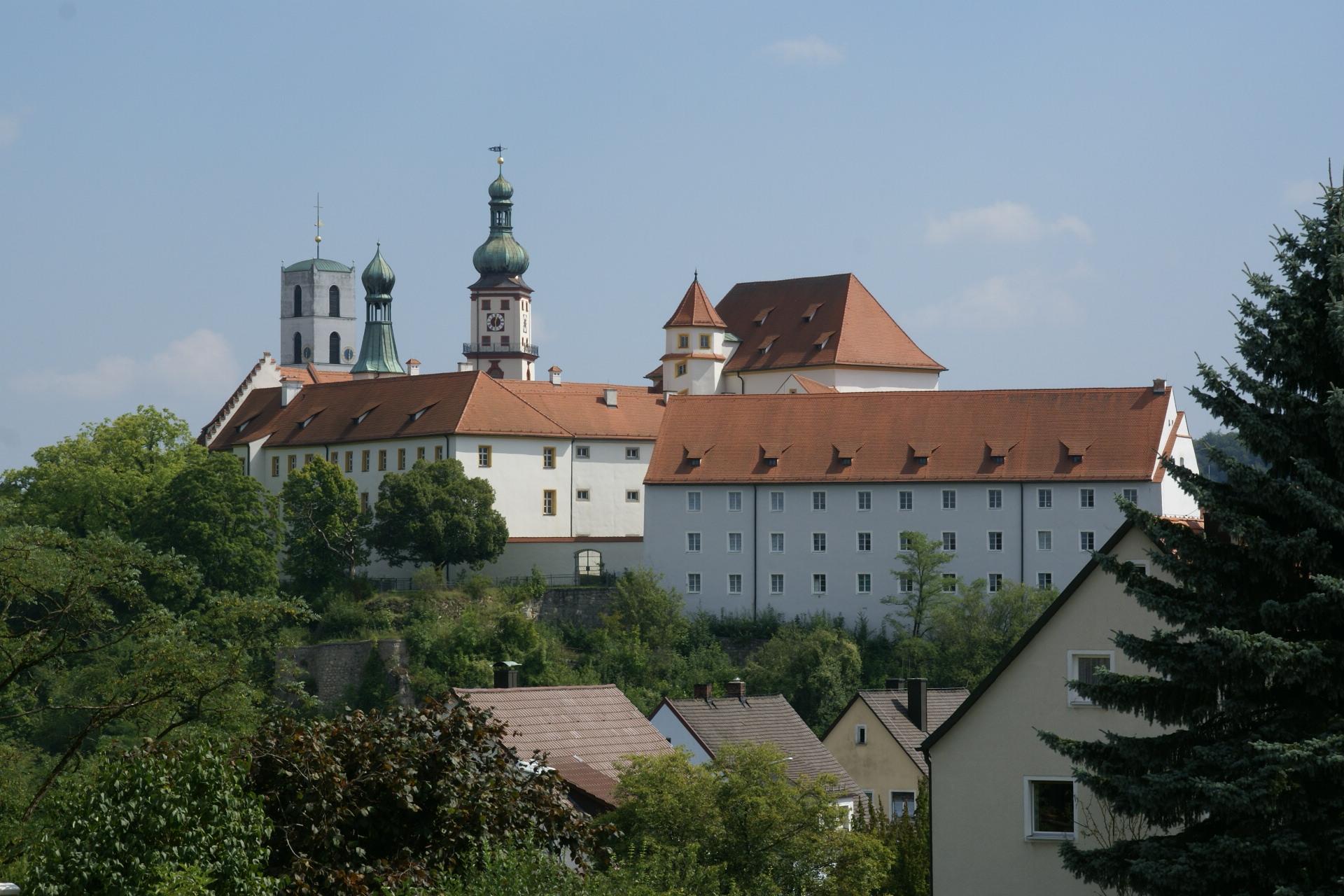
Burg Sulzbach
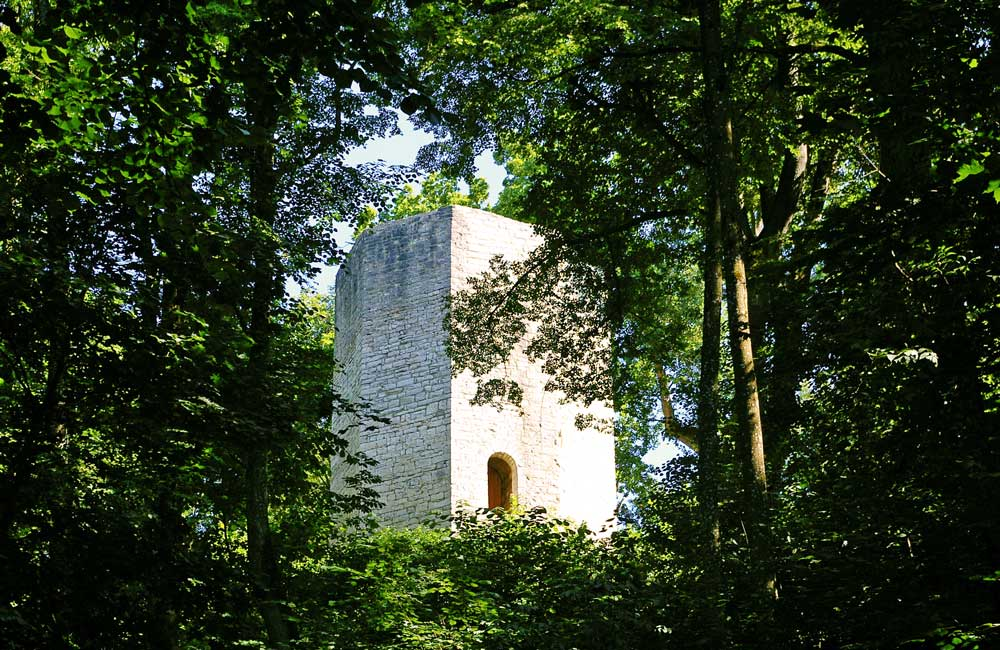
Burgruine Ebermannsdorf
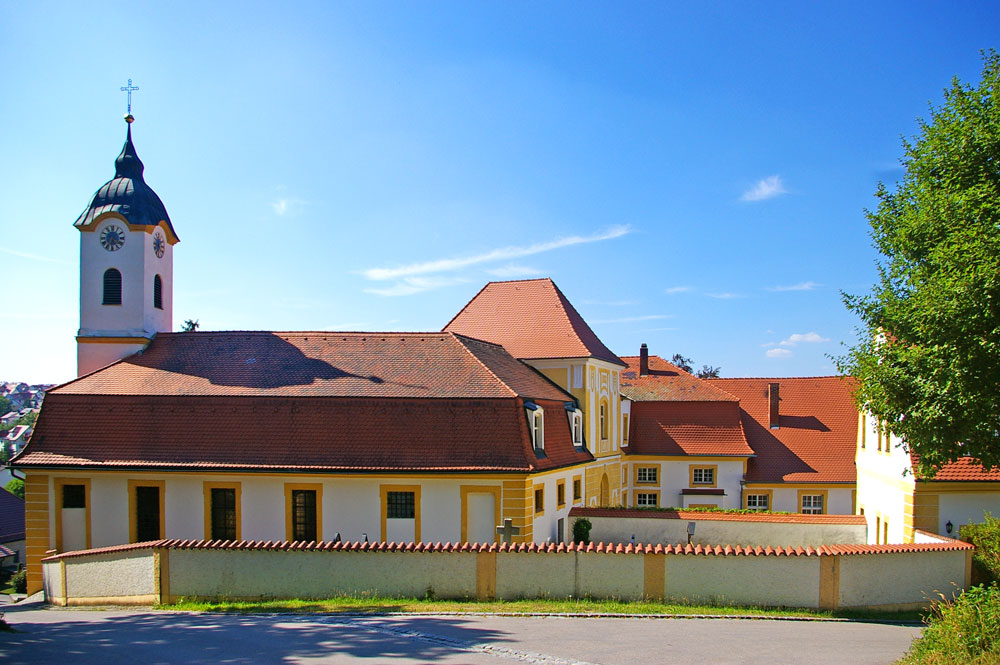
Schloss Ebermannsdorf
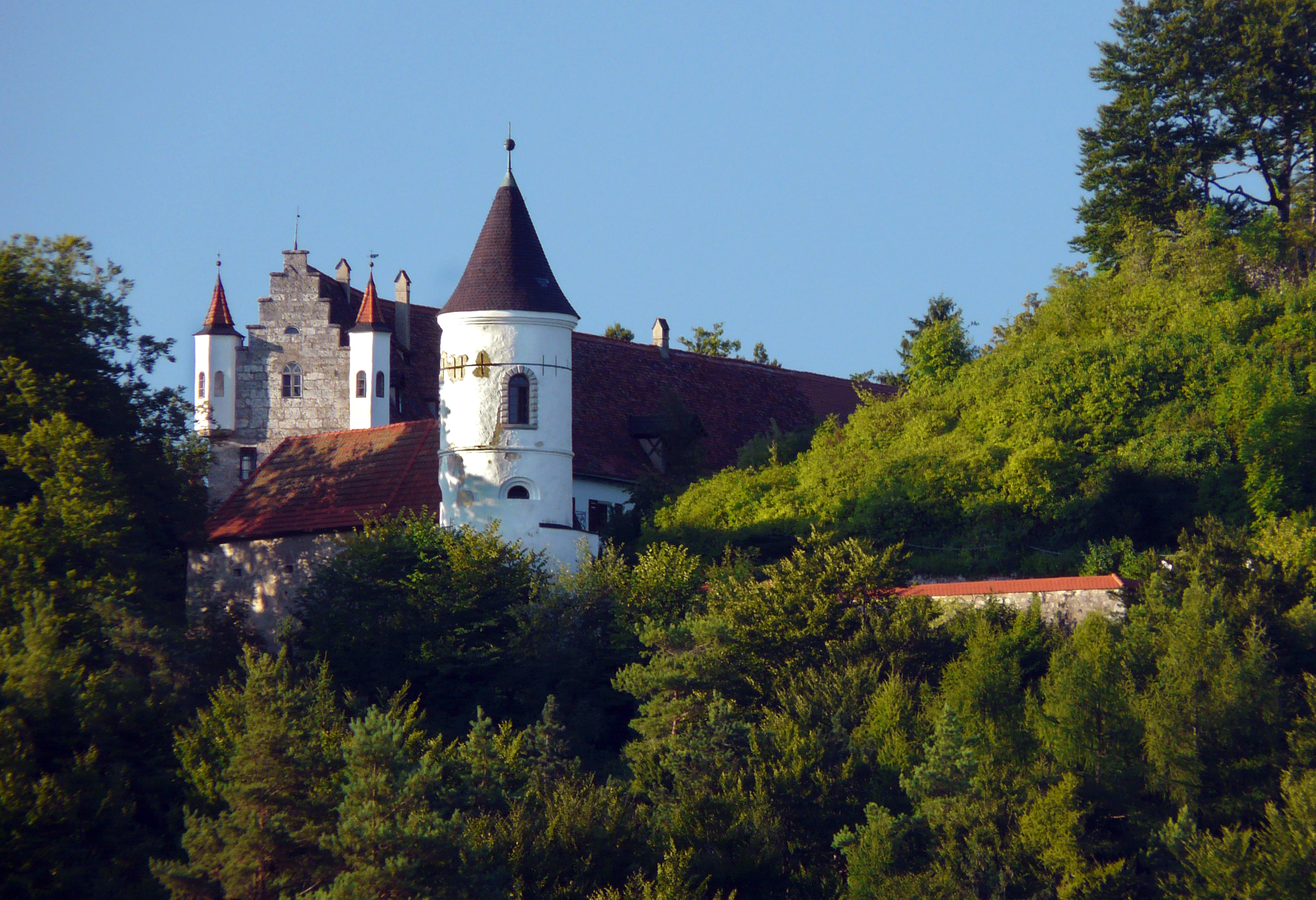
Schloss Neidstein

## Schutzgebiete

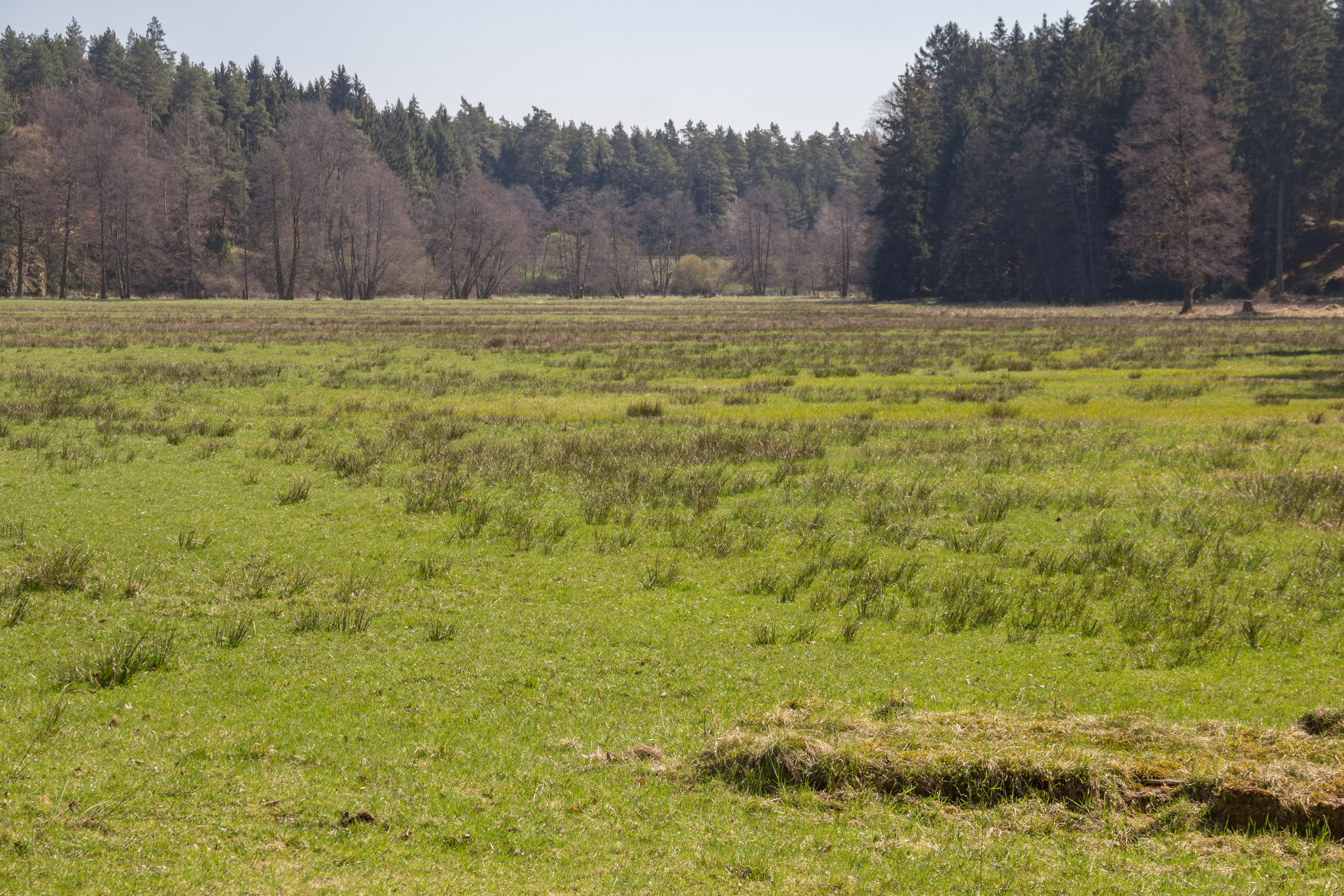
Naturschutzgebiet Pegnitzau zwischen Ranna und Michlfeld

Im Landkreis gibt es fünf Naturschutzgebiete, 33 Landschaftsschutzgebiete, drei geschützte Landschaftsbestandteile, 19 FFH-Gebiete und mindestens 99 vom Bayerischen Landesamt für Umwelt ausgewiesene Geotope (Stand November 2016).

### Naturschutzgebiete
- Schergenbuck mit Schloss Neidstein
- Unteres Pfistertal nördlich von Vilshofen
- Wüstung Großenfalz
- Grubenfelder Leonie
- Pegnitzau zwischen Ranna und Michelfeld

## Kfz-Kennzeichen
Am 5. August 1974 wurde dem Landkreis das seit dem 1. Juli 1956 für den Landkreis Amberg gültige Unterscheidungszeichen AM zugewiesen. Am 12. Februar 1979 wurde es vom bis heute gültigen Unterscheidungszeichen AS abgelöst.
Seit dem 12. Juli 2013 können durch die Kennzeichenliberalisierung auch wieder die ehemaligen Unterscheidungszeichen BUL (früher für Burglengenfeld), ESB (früher für Eschenbach in der Oberpfalz), NAB (früher für Nabburg) und SUL (früher für Sulzbach-Rosenberg) gewählt werden, und zwar unabhängig vom tatsächlichen Wohnort des Halters im Landkreis.